# قطعنامه ۶۴۸ شورای امنیت
قطعنامه ۶۴۸ شورای امنیت سازمان ملل متحد که در تاریخ ۳۱ ژانویه ۱۹۹۰ تصویب شد، سندی بین‌المللی دربارهٔ اسرائیل-لبنان است. این قطعنامه طی نشست ۲۹۰۶ام با ۱۵ رای موافق، ۰ مخالف و ۰ ممتنع تصویب شد.